# 多花互生叶荛花
多花互生叶荛花（学名：Laplacea alternifolia var. multiflora）为山茶科南美大头茶属互生叶荛花的变种。分布在中国大陆的云南等地，目前尚未由人工引种栽培。